# 大矢野原演習場
大矢野原演習場（おおやのはらえんしゅうじょう）は、熊本県上益城郡山都町に所在する陸上自衛隊の演習場である。陸上自衛隊北熊本駐屯地業務隊が管理する。

## 概要

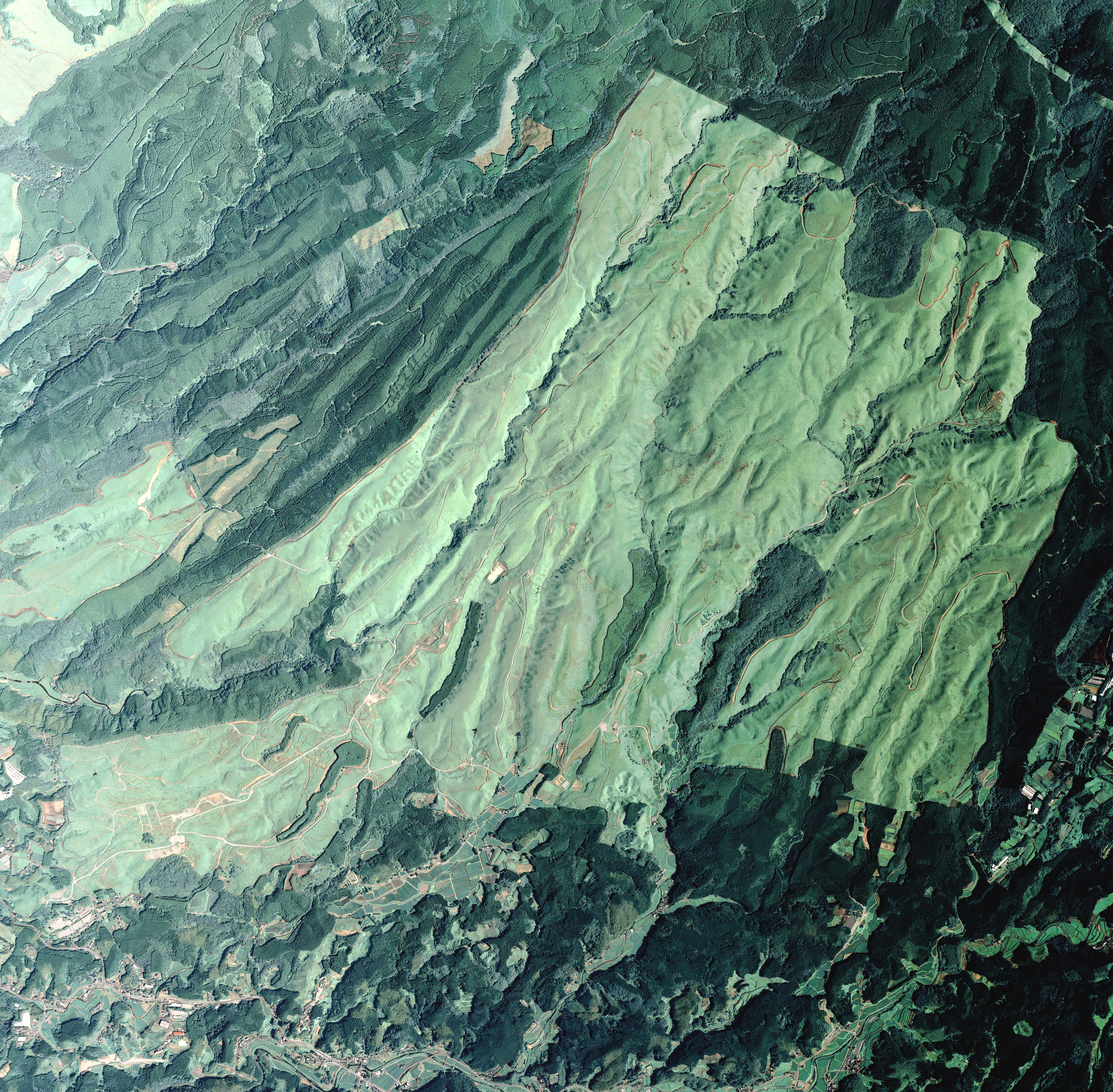
大矢野原演習場周辺の空中写真。2013年8月17日撮影の14枚を合成作成。。

大矢野原演習場は、第8師団長が統制する西部方面隊管内の演習場で、規模としては中演習場に区分され、日出生台演習場に次いで2番目に大きく東京ドーム約350個分の広さがある。中隊規模の訓練が可能で、主に第8師団の隷下部隊や幹部候補生学校等の部隊が使用する。
阿蘇山南外輪山の麓にあり、標高約400ｍの高台に所在し、北熊本駐屯地より約40km（約90分）、健軍駐屯地から約30kmの位置にある。気温は熊本市内と比べ平均4～6℃ほど低く、主要道路は、国道445号（熊本市内から御船経由）と熊本空港・西原村方面から進入できる。

## 沿革
- 1883年（明治16年）：旧陸軍の演習場として使用。

- 戦後：駐留米軍が使用。

陸上自衛隊大矢野原演習場
- 1957年（昭和32年）：返還以降は陸上自衛隊の演習場として使用。
- 1995年（平成07年）：演習場内に、屋外の基本射撃場が整備。

## 訓練施設
演習場は、基本射場、潜入射場、無反動砲射場、ロケット射場、縮尺射場、対戦車火器射場等の各種射場があり、各射場で実弾射撃訓練、手榴弾投擲訓練、化学火工品を使用した訓練、ヘリ訓練および日米共同訓練等の各種訓練が行われる。